# San Pablo de la Moraleja (kommunhuvudort)
San Pablo de la Moraleja är en kommunhuvudort i Spanien.   Den ligger i provinsen Provincia de Valladolid och regionen Kastilien och Leon, i den centrala delen av landet, 120 km nordväst om huvudstaden Madrid. San Pablo de la Moraleja ligger 796 meter över havet och antalet invånare är 167.
Terrängen runt San Pablo de la Moraleja är platt. Runt San Pablo de la Moraleja är det glesbefolkat, med 8 invånare per kvadratkilometer. Närmaste större samhälle är Arévalo, 11,9 km söder om San Pablo de la Moraleja. Trakten runt San Pablo de la Moraleja består till största delen av jordbruksmark.